# Johann Heinrich Dierbach
Johann Heinrich Dierbach (Heidelberg, 23 marzo 1788 – Heidelberg, 11 maggio 1845) è stato un botanico, medico e scrittore tedesco. Fu professore all'università di Heidelberg.

## Biografia
Dopo le scuole superiori Wilhelm Mai lo introdusse allo studio della botanica e della farmacia; se ne occupò per 12 anni e successivamente decise di studiare medicina ottenendo il dottorato nel 1816.
Già da studente cominciava a farsi grande la passione per l'insegnamento; alcuni temi trattati in quel periodo riguardavano la botanica e le opere di Cornelio Celso. Nel 1817 inizia la sua attività all'università di Heidelberg. Nel 1820 fu professore di materia medica, introdusse un corso di botanica farmaceutica, gestì i corsi di botanica tecnico-economica, e botanica forestale, tentò inoltre di avvicinare gli studenti ai temi a lui cari programmando numerose escursioni.
Kurt Sprengel chiamò Dierbachia una pianta sudamericana appartenente alla famiglia delle solanacee; il nome usato attualmente è Dunalia solanacea. Nonostante i traguardi raggiunti in campo didattico e scientifico non ottenne mai la cattedra ordinaria all'università; i dirigenti ritenevano infatti che per le materie da lui insegnate un filosofo sarebbe stato più competente di un medico.

## Opere
- Tractatus botanico-medicus de Aconito, 1817.
- Grundriß der Recepturkunst, 1818.
- Handbuch der medicinisch pharmaceutischen Botanik oder systematische Beschreibung sämmtlicher officinellen gewächse, 1819.
- Flora Heidelbergensis, 1819/20.
- Anleitung zum Studium der Botanik, 1820.
- Die Arzneimittel des Hippokrates, 1824.
- Abhandlung über die Arzneikräfte der Pflanzen: verglichen mit ihrer Struktur und ihren chemischen Bestandtheilen, 1831.
- Repertorium botanicum. 1831.
- Flora Apiciana: Ein Beitrag zur näheren Kenntnis der Nahrungsmittel der alten Römer, 1831.
- Flora mythologica oder Pflanzenkunde in Bezug auf Mythologie und Symbolik der Griechen und Römer, 1833.
- Pharmakologische Notizen, für praktische Aerzte geordnet, 1834.